# Erylus cylindrigerus
Erylus cylindrigerus is een sponzensoort uit de familie Geodiidae in de klasse gewone sponzen (Demospongiae).
De wetenschappelijke naam van de soort werd in 1884 gepubliceerd door Ridley.